# Paragus quadrifasciatus

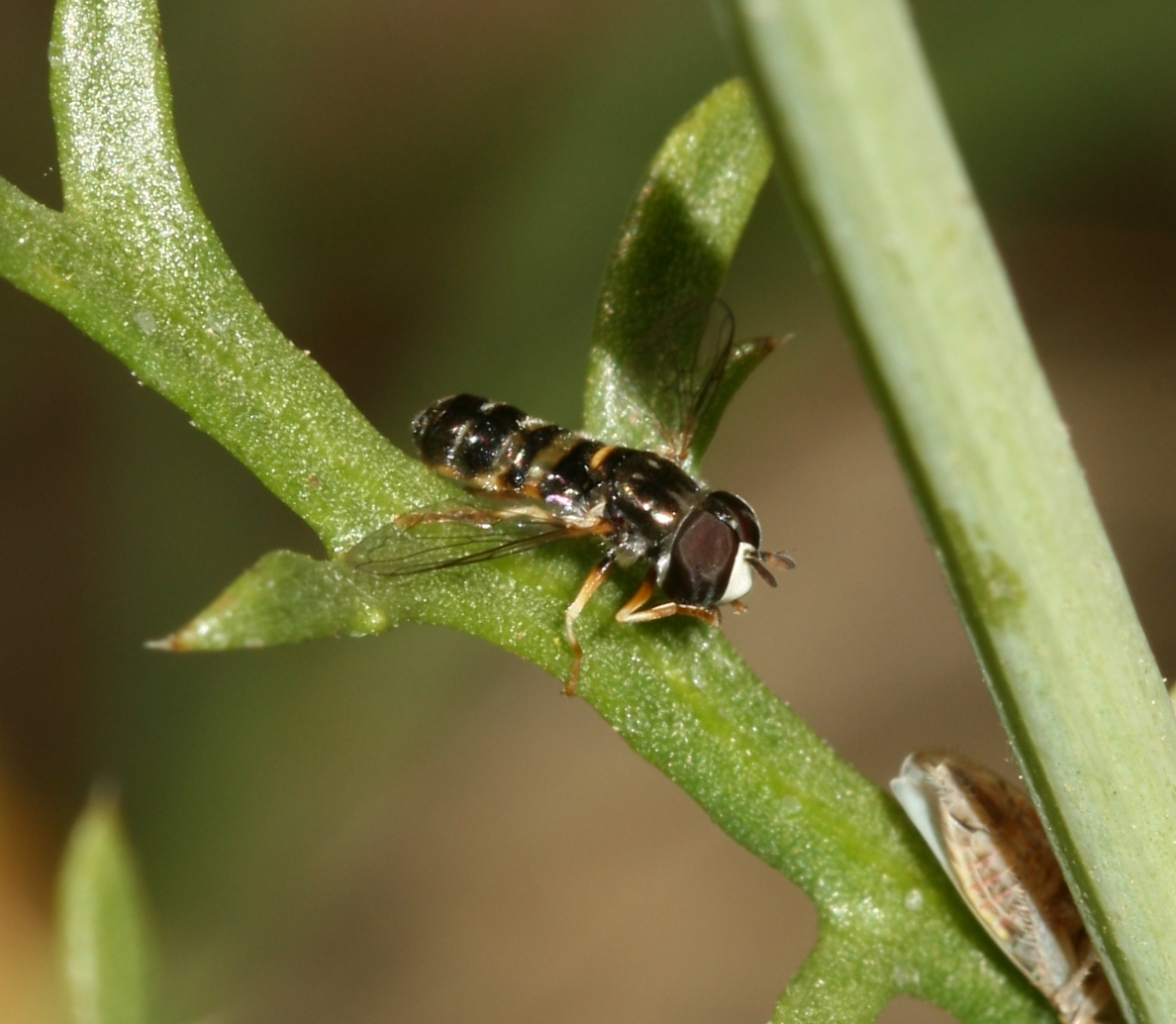
Paragus cf. quadrifasciatus, Männchen

Paragus quadrifasciatus ist eine Fliege aus der Familie der Schwebfliegen (Syrphidae).

## Merkmale
Die Fliegen erreichen eine Körperlänge von 4,2–6,3 mm (Männchen) bzw. 5–7 mm (Weibchen). Die Augen weisen zwei senkrecht verlaufende Haarbänder auf. Über das bronzefarbene Mesonotum verlaufen zwei blasse Haarbinden, die auf halber Länge unterbrochen sind. Das Scutellum (Schildchen) ist gelb. Der Hinterleib ist meistens überwiegend schwarz gefärbt. Die Tergite 2 und 3 weisen gelbe Querbänder auf, die mittig unterbrochen sein können. Die Tergite 3–5 weisen außerdem blasse Querbänder auf. Das siebte Tergit der Weibchen besitzt zwei Protuberanzen. Das vierte Sternit der Männchen weist eine rundliche Erhöhung auf. Die Beine sind überwiegend hellgelb gefärbt.

## Verbreitung
Die Schwebfliegenart ist in der Paläarktis und in der Orientalis verbreitet. Ihr Vorkommen reicht von Nordafrika und das südliche Europa über den Nahen Osten, Indien und Zentralasien bis in den Fernen Osten (China). In Deutschland kommt sie hauptsächlich in den wärmeren Klimaregionen im Südwesten vor.

## Lebensweise
Die Schwebfliegen beobachtet man von Mai bis September. Sie bevorzugen als Lebensraum Magerrasen-Biotope. Die Art bildet 3–4 Generationen im Jahr aus. Sie überwintert als Puppe im Erdboden. Ende April / Anfang Mai erscheinen die Imagines der ersten Generation. Die Larven ernähren sich von verschiedenen Röhrenblattläusen, darunter die Sojabohnenblattlaus (Aphis glycines), Melanaphis sacchari, Rhopalosiphum maidis, Rhopalosiphum padi und Lipaphis erysimi. Die ausgewachsenen Fliegen ernähren sich von Nektar und Honigtau.